# جوناثان ماكين
جوناثان ماكين (بالإنجليزية: Jonathan McKain)‏ (21 سبتمبر 1982 بريزبان أستراليا - ) هو لاعب كرة قدم أسترالي، يلعب كلاعب وسط، شارك في الألعاب الأولمبية الصيفية 2004.

## روابط خارجية
- جوناثان ماكين على موقع الاتحاد الدولي (مؤرشف)  (الإنجليزية)
- جوناثان ماكين على موقع قاعدة بيانات كرة القدم.إي يو (الإنجليزية)
- جوناثان ماكين على موقع ناشيونال فوتبول تيمز (الإنجليزية)
- جوناثان ماكين على موقع Soccerway.com (الإنجليزية)
- جوناثان ماكين على موقع عالم كرة القدم.نت (الإنجليزية)
- جوناثان ماكين على موقع أوليمبيديا (الإنجليزية)
- جوناثان ماكين على موقع اللجنة الأولمبية الأسترالية (الإنجليزية)